# Nidadavole
Nidadavole är en ort i Indien.   Den ligger i distriktet West Godāvari och delstaten Andhra Pradesh, i den södra delen av landet, 1 400 km söder om huvudstaden New Delhi. Nidadavole ligger 21 meter över havet och antalet invånare är 44 173.
Terrängen runt Nidadavole är mycket platt. Runt Nidadavole är det tätbefolkat, med 427 invånare per kvadratkilometer. Närmaste större samhälle är Rajahmundry, 15,7 km nordost om Nidadavole. Trakten runt Nidadavole består till största delen av jordbruksmark.